# Rituaal (vrijmetselarij)

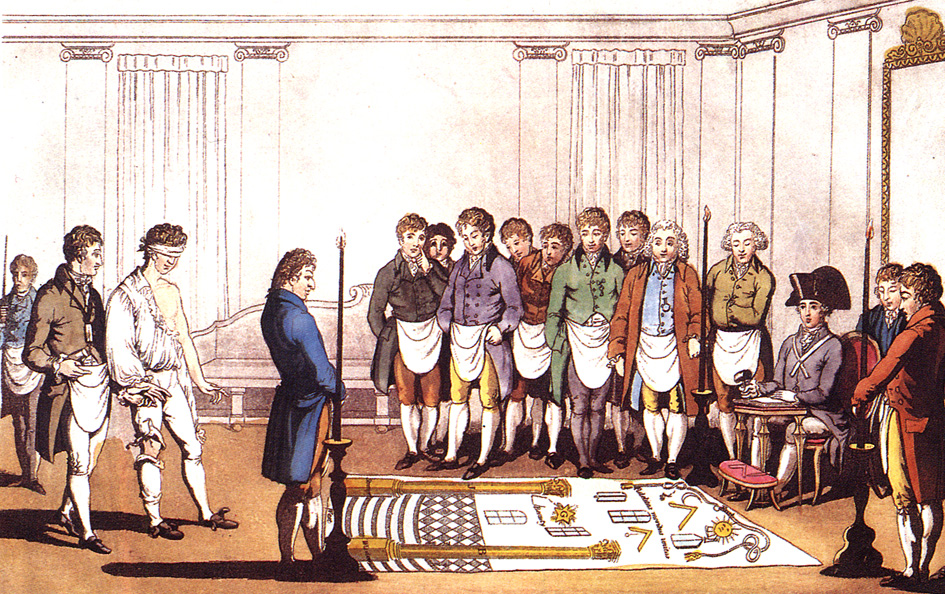
Aanneming van een Leerling-vrijmetselaar, gravure naar een voorbeeld van Gabanon (1745), aangepast aan de Engelse mode rond 1800.

Een rituaal is in de vrijmetselarij de schriftelijke vastlegging van een ceremonie die in een Werkplaats, de rituele ruimte in een logegebouw, wordt uitgevoerd. Vrijmetselaren gebruiken de term rituaal doorgaans voor de tekst en ritueel voor de praktische uitvoering ervan. Het geheel van ritualen binnen een bepaalde traditie wordt aangeduid als een ritus. Ritualen zijn bestemd voor intern gebruik en onderscheiden zich van onthullingsgeschriften, die vooral extern en vaak polemisch van aard waren.

## Oorsprong
De eerste schriftelijke vastleggingen van vrijmetselaarsrituelen dateren uit de late 17e en vroege 18e eeuw. Manuscripten zoals het Edinburgh Register House Manuscript (ca. 1696) en het Kevan Manuscript (ca. 1714) waren bedoeld als geheugensteun voor ingewijden en vertoonden regionale variatie.
Het eerste bekende gedrukte rituaal verscheen in Frankrijk met het Corps complet de Maçonnerie (ca. 1761–1774), waarin de drie symbolische graden werden opgenomen. Deze uitgave had als doel de uiteenlopende rituele praktijken binnen het Grootoosten van Frankrijk te uniformeren. In 1801 publiceerde Jean-Pierre Brun het Régulateur du Maçon zonder toestemming van het Grootoosten, wat leidde tot felle protesten.

## Verspreiding
In de 19e eeuw verschenen in meerdere landen ritualen in druk:
- In de Verenigde Staten publiceerde Daniel Parker in 1822 zijn Masonic Tablet, een rituaal in cijfercode.[4]
- In Engeland kwamen de eerste commerciële drukken pas in de jaren 1830 en 1840, zoals de uitgaven van George Claret (1838).[4]
- In Duitsland verschenen rond 1820 en 1830 eveneens rituaalboeken, vaak gedrukt in kleine oplage voor intern gebruik.[5]

Een officiële druk van het Emulation-ritueel verscheen pas in 1969 bij de Emulation Lodge of Improvement. Deze wordt echter niet formeel erkend door de United Grand Lodge of England.
Tegenwoordig verschijnen er nog steeds officiële bundels van ritualen, uitgegeven door obediënties zelf, doorgaans onder auteursrecht en alleen bestemd voor intern gebruik.